# Gouvernement de la Grande Assemblée nationale
23 avril 1920 – 29 octobre 1923 
(3 ans, 6 mois et 6 jours)
Entités précédentes :
- Empire ottoman

Entités suivantes :
- République de Turquie

Le gouvernement d'Ankara, ou gouvernement de la Grande Assemblée nationale, est le nom donné au gouvernement situé à Ankara durant la guerre d'indépendance turque.

## Histoire
Au sein du corps de la Grande Assemblée nationale de Turquie, réunie à Ankara le 23 avril 1920, un gouvernement a été formé sous la présidence du président de la Grande Assemblée nationale de Turquie, Mustafa Kemal Pacha (1881-1938), avec la qualité de Comité exécutif provisoire, le 25 avril. Ainsi, un gouvernement à Ankara a émergé en dehors du gouvernement ottoman de Constantinople. Le Conseil a continué à siéger jusqu'à ce que le gouvernement, appelé Comité exécutif, soit formé le 3 mai. 
Durant cette période, il n'y avait pas de chef d'État et cette tâche était assurée par le Président de l' Assemblée. L'Assemblée a également nommé Kemal Atatürk comme commandant en chef le 5 août 1921, afin d'augmenter la force matérielle et morale de l'armée, et d'utiliser ses pouvoirs dans la direction et la gestion de l'armée. 
Lors des élections tenues avec la proclamation de la république le 29 octobre 1923, Mustafa Kemal Pacha est élu président et devient chef de l'État. Le chef du gouvernement, quant à lui, prend le titre de Premier ministre. Par conséquent, les gouvernements établis après 1923 ne sont pas appelés gouvernement de la Grande Assemblée nationale de Turquie ou gouvernement d'Ankara.